# Al-Asbat-Minarett

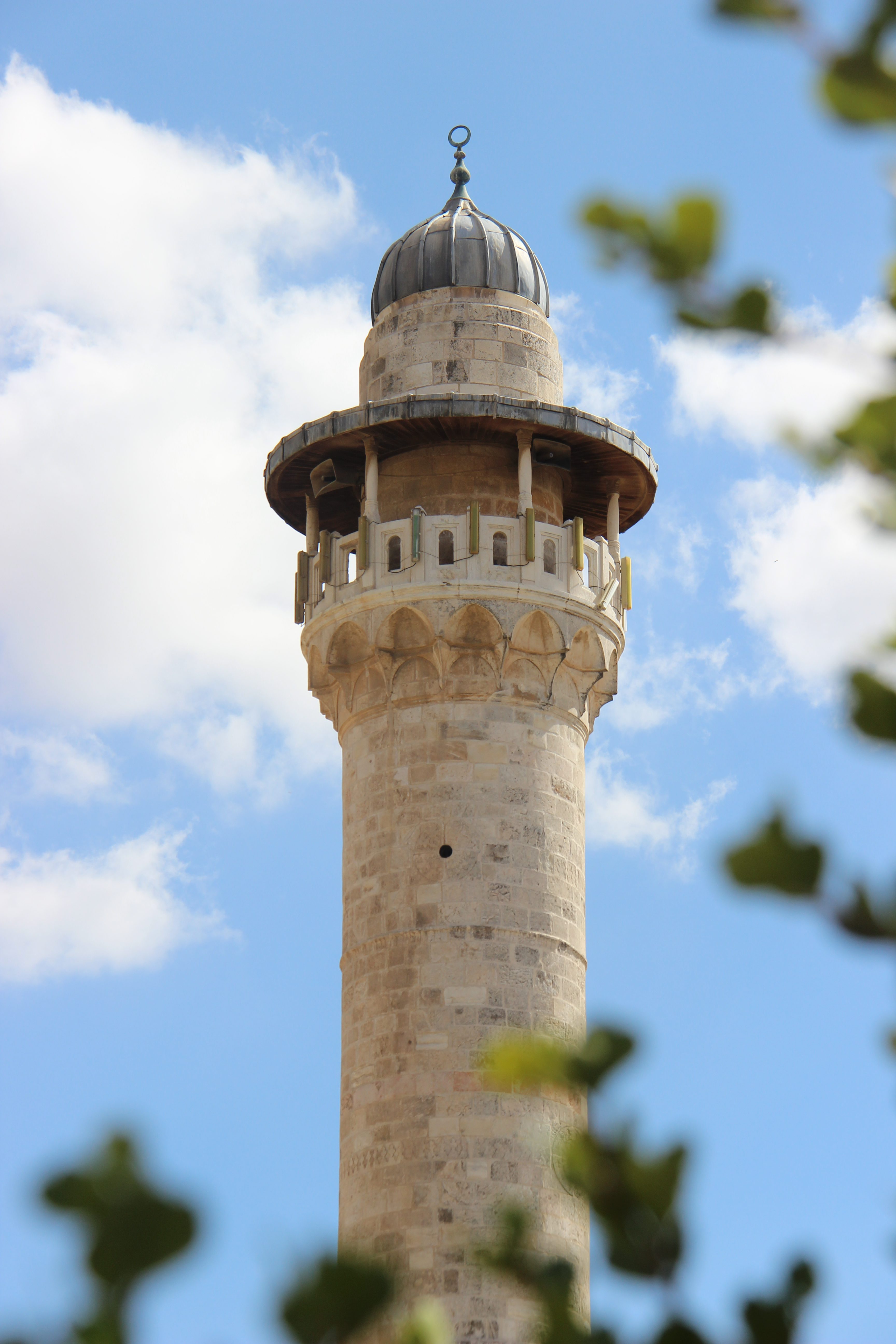
al-Asbat-Minarett

Das al-Asbat-Minarett beziehungsweise Bab-al-Asbat-Minarett, arabisch مئذنة باب الأسباط, DMG Miʾḏanat Bāb al-Asbāṭ, ist eines der vier Minarette auf dem Tempelberg in der Altstadt von Jerusalem, die alle zur al-Aqsa-Moschee gehören. Die englische Bezeichnung ist Minaret of the Tribes, d. h. Minarett der Stämme im Sinne der Zwölf Stämme Israels.
Das Minarett an der nordöstlichen Seite der Moschee, erbaut 1367, wurde nach dem Erdbeben von Jericho 1927 rekonstruiert. Das Minarett ist auf den Portikus des östlichen Teils der Nordmauer des Tempelberges aufgesetzt, unweit des Tores Bab-al-Asbat (Tor der Stämme). Der unten quadratische Grundriss verjüngt sich zu einem schmalen runden Turm; die Muezzin-Plattform ist mit einer runden Kuppel abgeschlossen, die, wie auch der ganze obere Teil, 1927 neu ersetzt wurde. Die Muezzin-Plattform ist durch eine Wendeltreppe im Inneren des Schachts erreichbar.